# Grupa przemienna
Grupa przemienna a. abelowa – w matematyce grupa z działaniem przemiennym.
Określenie „abelowa” pochodzi od nazwiska Nielsa Abela (1802–1829), który podał warunki rozwiązywalności równań wielomianowych w postaci równań nazywanych jego nazwiskiem (za Jordanem i Kroneckerem). W późniejszych pracach innych autorów, operujących innymi, nowocześniejszymi narzędziami, okazało się, że wspomniane warunki były równoważne przemienności odpowiedniej grupy przekształceń pierwiastków wielomianu (tzw. grupy Galois, od nazwiska prekursora teorii grup, Évariste’a Galois, 1811–1832). Jako pierwszy nazwy „grupa abelowa” na określenie grup przemiennych użył Weber.

## Definicja formalna
Grupę {\displaystyle (G,\circ )} nazywa się przemienną albo abelową, gdy działanie {\displaystyle \circ } w niej określone jest przemienne, tj.
dla dowolnych {\displaystyle a,b\in G} zachodzi {\displaystyle a\circ b=b\circ a.}
Dla grup przemiennych zwyczajowo stosuje się zapis addytywny, w tym zapisie aksjomat przemienności ma postać {\displaystyle a+b=b+a.}
Grupę, która nie jest przemienna, nazywa się nieprzemienną lub nieabelową.

## Przykłady
- Każda grupa cykliczna jest abelowa, ponieważ dla {\displaystyle x,y\in G} zachodzi {\displaystyle xy=a^{m}a^{n}=a^{m+n}=a^{n+m}=a^{n}a^{m}=yx.} Dlatego przemienne są liczby całkowite {\displaystyle \mathbb {Z} } z dodawaniem, podobnie jak liczby całkowite modulo n {\displaystyle \mathbb {Z} _{n}} (tzw. addytywna grupa klas reszt).
- Każdy pierścień jest z definicji grupą abelową ze względu na działanie dodawania. W pierścieniu przemiennym elementy odwracalne są multiplikatywną grupą abelową. W szczególności grupa addytywna liczb rzeczywistych (tzn. liczby rzeczywiste z dodawaniem) jest grupą abelową, podobnie multiplikatywna (tzn. niezerowe liczby rzeczywiste z mnożeniem) jest abelowa.
- Grupa symetryczna {\displaystyle \operatorname {Sym} (n)} dla {\displaystyle n\leqslant 2} jest przemienna, co nie zachodzi już dla {\displaystyle n>2.}
- Grupa addytywna macierzy ustalonego wymiaru nad danym ciałem jest przemienna, jednakże macierze, nawet odwracalne, z mnożeniem nie są grupą abelową, ponieważ mnożenie macierzy nie jest w ogólności przemienne.
- Grupa czwórkowa Kleina będąca najmniejszą niecykliczną grupą abelową.

## Własności
- Jeżeli {\displaystyle G} jest przemienna, to dla każdego {\displaystyle a,b\in G} oraz {\displaystyle n\in \mathbb {Z} } zachodzi
{\displaystyle (ab)^{n}=a^{n}b^{n}.}
- Każda podgrupa grupy abelowej jest normalna, dlatego z każdej z nich można utworzyć grupę ilorazową. Podgrupy, ilorazy i iloczyny proste grup przemiennych są przemienne.
- Jeżeli {\displaystyle n} jest liczbą naturalną, a {\displaystyle x} elementem grupy abelowej {\displaystyle G} w zapisie addytywnym, to {\displaystyle nx} można zdefiniować jako {\displaystyle x+x+\ldots +x} (n czynników) oraz {\displaystyle (-n)x=-(nx).} W ten sposób {\displaystyle G} staje się modułem nad pierścieniem liczb całkowitych {\displaystyle \mathbb {Z} .} W rzeczywistości, moduły nad {\displaystyle \mathbb {Z} } mogą być utożsamiane z grupami abelowymi.
- Twierdzenia o grupach abelowych (które są modułami nad dziedziną ideałów głównych {\displaystyle \mathbb {Z} }) mogą być częstokroć uogólnione do twierdzeń o modułach nad dowolnymi dziedzinami ideałów głównych. Typowym przykładem jest klasyfikacja skończenie generowanych grup abelowych.
- Jeżeli {\displaystyle f,g\colon G\to H} są homomorfizmami między grupami abelowymi, to ich suma {\displaystyle f+g} określona „punktowo” wzorem {\displaystyle (f+g)(x)=f(x)+g(x)} również jest homomorfizmem. (Nie jest to prawdą, jeśli {\displaystyle H} nie jest abelowa). Zbiór {\displaystyle \operatorname {Hom} (G,H)} wszystkich homomorfizmów grupowych z {\displaystyle G} w {\displaystyle H} sam staje się grupą przemienną.
- Podobnie do wymiaru przestrzeni liniowych, każda grupa przemienna ma rangę. Jest ona zdefiniowana jako liczba kardynalna największego zbioru liniowo niezależnych elementów grupy. Liczby całkowite i liczby wymierne, jak również każda podgrupa liczb wymiernych, mają rangę równą jeden.
- Jeżeli dla każdego {\displaystyle a\in G} zachodzi {\displaystyle a^{2}=e} (rząd każdego elementu jest co najwyżej 2), to {\displaystyle G} jest przemienna. Jeżeli dla każdego {\displaystyle a\in G} zachodzi {\displaystyle a^{n}=e} i {\displaystyle n\geqslant 3,} to {\displaystyle G} nie musi być abelowa (przykład to grupa macierzy kwadratowych {\displaystyle n\times n,} trójkątnych górnych, które na głównej przekątnej mają same jedynki, a nad główną przekątną mają elementy z ciała {\displaystyle \mathbb {Z} _{p},} gdzie {\displaystyle p\geqslant 3} jest liczbą pierwszą dzielącą {\displaystyle n}).

## Skończone grupy przemienne
Twierdzenie o klasyfikacji skończonych grup przemiennych mówi, że każda skończona grupa przemienna może być wyrażona jako suma prosta podgrup cyklicznych rzędu będącego potęgą liczby pierwszej. Jest to przypadek szczególny twierdzenia o klasyfikacji skończenie generowanych grup przemiennych w przypadku, gdy rozważana grupa ma beztorsyjną rangę równą zeru.
Grupa {\displaystyle \mathbb {Z} _{mn}} jest izomorficzna z iloczynem prostym {\displaystyle \mathbb {Z} _{m}} przez {\displaystyle \mathbb {Z} _{n}} wtedy i tylko wtedy, gdy {\displaystyle m} i {\displaystyle n} są względnie pierwsze.
Dlatego można zapisać dowolną skończoną grupę abelową {\displaystyle G} jako iloczyn prosty postaci
{\displaystyle \mathbb {Z} _{k_{1}}\oplus \ldots \oplus \mathbb {Z} _{k_{u}}}
na dwa różne sposoby:
- gdzie liczby {\displaystyle k_{1},\dots ,k_{u}} są potęgami liczb pierwszych,
- gdzie {\displaystyle k_{1}} dzieli {\displaystyle k_{2},} które dzieli {\displaystyle k_{3}} i tak dalej, aż do {\displaystyle k_{u}.}

Na przykład {\displaystyle \mathbb {Z} _{15}} może być wyrażona jako suma prosta dwóch podgrup cyklicznych rzędów odpowiednio 3 i 5: {\displaystyle \mathbb {Z} _{15}\simeq \{0,5,10\}\oplus \{0,3,6,9,12\}.} To samo można powiedzieć o dowolnej grupie przemiennej rzędu 15, co prowadzi do ciekawego wniosku, iż wszystkie grupy przemienne rzędu 15 są izomorficzne.
Innym przykładem jest fakt, że każda grupa abelowa rzędu 8 jest izomorficzna z {\displaystyle \mathbb {Z} _{8}} (liczby całkowite od 0 do 7 z dodawaniem modulo 8), {\displaystyle \mathbb {Z} _{4}\oplus \mathbb {Z} _{2}} (nieparzyste liczby całkowite od 1 do 15 z mnożeniem modulo 16) bądź {\displaystyle \mathbb {Z} _{2}\oplus \mathbb {Z} _{2}\oplus \mathbb {Z} _{2}.}
Zobacz też listę małych grup zawierającą skończone grupy przemienne rzędu 16 lub mniejszego.

### Automorfizmy skończonych grup przemiennych
Twierdzenie klasyfikacji można zastosować do zliczania (czasami również wyznaczenia) automorfizmów danej skończonej grupy przemiennej {\displaystyle G.} Aby tego dokonać, należy skorzystać z faktu (który nie zostanie tu udowodniony), że jeżeli {\displaystyle G} rozkłada się na sumę prostą {\displaystyle H\oplus K} podgrup o względnie pierwszych rzędach, to {\displaystyle \operatorname {Aut} (H\oplus K)\simeq \operatorname {Aut} (H)\oplus \operatorname {Aut} (K).}
Wtedy twierdzenie o klasyfikacji mówi, że aby wyznaczyć grupę automorfizmów grupy {\displaystyle G,} wystarczy wyznaczyć grupy automorfizmów p-podgrup Sylowa (tj. wszystkich sum prostych podgrup cyklicznych, z których rząd każdej jest potęgą {\displaystyle p}). Dalej {\displaystyle p} jest ustalone i założono, że wykładniki {\displaystyle e_{i}} czynników cyklicznych p-podgrup Sylowa są ułożone w porządku rosnącym:
{\displaystyle e_{1}\leqslant e_{2}\leqslant \ldots \leqslant e_{n}}
dla pewnego {\displaystyle n\geqslant 0.} Szukane są automorfizmy grupy
{\displaystyle \mathbb {Z} _{p^{e_{1}}}\oplus \ldots \oplus \mathbb {Z} _{p^{e_{n}}}.}
Przypadek szczególny, dla {\displaystyle n=1,} czyli taki w którym istnieje tylko jeden cykliczny czynnik mający potęgę będącą liczbą pierwszą w p-podgrupie Sylowa {\displaystyle P.} Wtedy można skorzystać z teorii automorfizmów skończonych grup cyklicznych. Kolejny przypadek szczególny obejmuje dowolne {\displaystyle n,} ale {\displaystyle e_{i}=1} dla {\displaystyle 1\leqslant i\leqslant n.} Tutaj {\displaystyle P} jest postaci
{\displaystyle \mathbb {Z} _{p}\oplus \ldots \oplus \mathbb {Z} _{p},}
tak więc elementy tej podgrupy można postrzegać jako składające się na n-wymiarową przestrzeń liniową nad skończonym ciałem o {\displaystyle p} elementach {\displaystyle F_{p}.} Automorfizmami tej grupy są więc odwracalne przekształcenia liniowe, dlatego
{\displaystyle \operatorname {Aut} (P)\simeq \operatorname {GL} (n,F_{p}),}
o których łatwo pokazuje się, że mają rząd
{\displaystyle |\operatorname {Aut} (P)|=(p^{n}-1)\ldots (p^{n}-p^{n-1}).}
W najogólniejszym przypadku, gdzie tak {\displaystyle e_{i},} jak i {\displaystyle n} są dowolne, wyznaczenie grupy automorfizmów jest trudniejsze. Wiadomo jednak, że zdefiniowanie
{\displaystyle d_{k}=\max\{r\colon e_{r}=e_{k}\}}
oraz
{\displaystyle c_{k}=\min\{r\colon e_{r}=e_{k}\}}
daje w szczególności {\displaystyle d_{k}\geqslant k,} {\displaystyle c_{k}\leqslant k} oraz
{\displaystyle |\operatorname {Aut} (P)|=\left(\prod _{k=1}^{n}~{p^{d_{k}}-p^{k-1}}\right)\left(\prod _{j=1}^{n}~{(p^{e_{j}})^{n-d_{j}}}\right)\left(\prod _{i=1}^{n}~{(p^{e_{i}-1})^{n-c_{i}+1}}\right).}
Można sprawdzić, że wzór ten uogólnia rzędy z poprzednich przykładów (zob. [Hillar, Rhea]).

## Związki z innymi działami matematyki
Zbiór wszystkich grup abelowych wraz z homomorfizmem między nimi stanowi kategorię {\displaystyle \mathbf {Ab} ,} prototyp kategorii abelowej.
Prawie wszystkie dobrze znane struktury algebraiczne różne od algebr Boole’a są nierozstrzygalne. Dlatego zaskakującym jest, że studentka Alfreda Tarskiego, Wanda Szmielew, udowodniła (1955), że teoria pierwszego rzędu grup abelowych, w przeciwieństwie do nieabelowych, jest rozstrzygalna. Rozstrzygalność ta, wraz z podstawowym twierdzeniem skończonych grup przemiennych opisanych wyżej, podkreślają pewne sukcesy teorii grup abelowych, jednakże nadal istnieje wiele obszarów, w których prowadzi się badania:
- wśród beztorsyjnych grupa abelowych skończonego rzędu, dobrze zrozumiane są tylko przypadki grup skończenie generowanych oraz rangi 1;
- istnieje wiele nierozwiązalnych problemów w teorii beztorsyjnych grup abelowych nieskończonej rangi;
- choć przeliczalne torsyjne grupy abelowe są dobrze rozumiane dzięki prostym przedstawieniom i niezmiennikom Ulma, to badania nad przeliczalnymi grupami mieszanymi są o wiele mniej zaawansowane;
- o wielu łagodnych rozszerzeniach teorii pierwszego rzędu grup abelowych wiadomo jest, iż są nierozstrzygalne;
- skończone grupy przemienne są przedmiotem badań obliczeniowej teorii grup.

Co więcej, grupy abelowe nieskończonego rzędu prowadzą, całkiem zaskakująco, do poważnych pytań dotyczących teorii mnogości, o której powszechnie uważa się, że jest podstawą całej matematyki. Przykładem może być problem Whiteheada: czy wszystkie grupy Whiteheada nieskończonego rzędu są także grupami abelowymi wolnymi? W latach siedemdziesiątych XX wieku Saharon Szelach udowodnił, że problem Whiteheada jest:
- nierozstrzygalny w ZFC, tradycyjnej aksjomatycznej teorii zbiorów, z której wyprowadzona może być prawie cała współczesna matematyka,
- nierozstrzygalny również, jeżeli ZFC rozszerzy się przez przyjęcie uogólnionej hipotezy continuum jako aksjomat,
- rozstrzygalny, jeśli ZFC rozszerzy się o aksjomat konstruowalności.

## Unormowane grupy abelowe
Pojęcie normy określanych na przestrzeniach liniowych można przenieść na grunt teorii grup abelowych. Odmienność struktury przestrzeni liniowej oraz grupy abelowej wymaga modyfikacji drugiego aksjomatu normy, jednak obydwa odwzorowania – normy przestrzeni liniowej i normy grupy abelowej – mają wiele korespondujących ze sobą własności i dlatego są ciekawe z punktu widzenia matematyki.
Niech {\displaystyle G} będzie grupą abelową. Odwzorowanie {\displaystyle \|{\cdot }\|\colon G\to [0,\infty ),} które dla dowolnych {\displaystyle g,h\in G} spełnia warunki:
- {\displaystyle \|g\|=0\Leftrightarrow g=0_{G},}
- {\displaystyle \|g\|=\|-g\|,}
- {\displaystyle \|g+h\|\leqslant \|g\|+\|h\|}

nazywa się normą grupy abelowej {\displaystyle G.} Parę {\displaystyle (G,\|{\cdot }\|)} nazywa się unormowaną grupą abelową.